# Siete maravillas del mundo antiguo
Las  siete maravillas del mundo antiguo fueron un conjunto de obras arquitectónicas y escultóricas que los autores griegos, especialmente los del período helenístico, consideraban dignas de ser visitadas. A lo largo del tiempo se confeccionaron diferentes listados, pero el definitivo no se fijó hasta que el pintor neerlandés Maerten van Heemskrerck realizó en el siglo XVI siete cuadros representando a las siete maravillas, las cuales eran: la Gran Pirámide de Guiza, los Jardines Colgantes de Babilonia, el Templo de Artemisa en Éfeso, la Estatua de Zeus en Olimpia, el Mausoleo de Halicarnaso, el Coloso de Rodas y el Faro de Alejandría.
La expresión «maravillas del mundo» parece ser fruto de un error de traducción. Según Charles River, la idea no era la de recoger obras extraordinarias que despertaran admiración, en griego «thamata», sino más bien «algo que ver», «theamata»; es decir, un listado de monumentos o lugares dignos de ser conocidos.

## La lista definitiva
La lista que tiene mayor consenso es la siguiente, con sus elementos ordenados según su antigüedad:
1. La Gran Pirámide de Guiza. Terminada alrededor del año 2570 a. C., fue construida para el faraón Keops. Ubicada en Guiza, Egipto, se trata de la más antigua, la más grande y la más duradera.[1]
2. Los Jardines Colgantes de Babilonia. Construidos en 605 a. C.-562 a. C. ubicados en la ciudad de Babilonia, actual Irak. Perduraron hasta no más allá de 126 a. C., cuando la ciudad fue destruida definitivamente por los persas. Es la maravilla cuya existencia suscita más dudas.[2]
3. El Templo de Artemisa. En Éfeso (actual Turquía) comenzado a levantar por el rey Creso.[3] Levantado hacia 550 a. C. y destruido por un incendio intencionado en 356 a. C., Alejandro Magno ordenó su reconstrucción, culminada tras su muerte en el año 323 a. C. Antípatro la consideraba la obra más impresionante de su lista con diferencia.[4]
4. La Estatua de Zeus en Olimpia. Esculpida hacia 430 a. C. por Fidias. Ubicada en el interior del templo dedicado al propio Zeus en la ciudad anfitriona de los famosos juegos.[5]
5. El Mausoleo de Halicarnaso. Empezado por el sátrapa Mausolo y continuado por su mujer Artemisia hacia 353 a. C. en la ciudad de Halicarnaso (actual Turquía).[3] Se supone que sobresalía sobre los demás edificios por altura y por el color blanco de los materiales utilizados.[5] Su nombre se convirtió en sinónimo de gran monumento funerario.
6. El Coloso de Rodas. Forjado entre 294 a. C. y 282 a. C. por Cares de Lindos y ubicado en el puerto de la ciudad de Rodas en la isla homónima, Grecia, tras derrotar los rodios a Demetrio Poliorcetes.[6]
7. El Faro de Alejandría. Construido entre 285 a. C. y 247 a. C. en la isla de Faros, a la entrada de Alejandría (Egipto), para guiar a los navíos que se dirigían a los dos puertos con que contaba la ciudad. Al igual que la tumba de Mausolo, la torre de Faros hizo lo propio con los edificios construidos para ayudar a la navegación por medio de luces fijas en un sitio elevado.[7]

Esta lista, fruto más del azar que de algún criterio técnico o estético, recoge tres obras con un claro fin religioso, el Coloso de Rodas a Helios, la Estatua en Olimpia a Zeus y el Templo en Éfeso a de Artemisa; dos que pueden considerarse erigidas por motivos hedonistas, el Mausoleo de Halicarnaso y los Jardines Colgantes; y por razones prácticas el Faro de Alejandría y la Gran Pirámide, esta última en el caso de resultar cierta la teoría de Kurt Mendelssohn, según la cual el reino unificado egipcio necesitaba dar algo a su gran población mientras las tierras de cultivo permanecían inundadas.

## La razón del número siete
Respecto al número, la razón de que fueran siempre siete, independientemente de la lista consultada, responde a la concepción helena, y también de otros pueblos antiguos, que consideraba a la cifra prima más alta el número perfecto. 

El número siete aparece en una cantidad sorprendente de contextos distintos. Los Siete Sabios de Grecia, las Siete colinas de Roma y más adelante, en la Edad Media, las Siete artes liberales y siempre son siete, aunque se puedan encontrar más como la constelación de las Siete pléyades cuando en realidad hay muchas más.
Chris Pelling 

## Las principales listas
Según Woods y Woods (2009, p. 4) y Erin Ash Sullivan (2011, p. 4) los griegos en particular tenían o tienen la costumbre de confeccionar listas con los más grandes o los más bellos ejemplos de cada especie. Estos autores le atribuyen el primer listado a Heródoto de Halicarnaso, considerado como el primer historiador, incluso Erin Ash Sullivan afirma que su obra reproduce la lista redactada por Heródoto. Pero este dato no deja de ser sorprendente, pues cuando Heródoto murió en 425 a. C., el príncipe Mausolo no había comenzado a gobernar, no existían el Coloso de Rodas y la propia ciudad de Alejandría no estaba siquiera planificada. Fernando Báez (2012, p. 102) por su parte indica que uno de los primeros en realizar una enumeración fue Calímaco de Cirene en el siglo IV a. C. , el bibliotecario de la Biblioteca de Alejandría, quien escribió un libro titulado Sobre las maravillas de todas clases reunidas por lugares.
La confección definitiva de la lista resultó un proceso prolongado en el tiempo y nació tras numerosas referencias de distintos autores, si bien existía el consenso tácito de acotar su número a siete, una cifra de valor totalizador. La costumbre griega de confeccionar listas con los más grandes o los más bellos ejemplos de cada especie se remonta a Hecateo de Mileto y Heródoto de Halicarnaso, quienes sin embargo no recogieron una lista de maravillas y, por motivos cronológicos, no incluyeron monumentos como el Mausoleo, el Coloso o el Faro. Uno de los primeros en realizar una enumeración de maravillas, fue Calímaco de Cirene (siglo IV a. C.), bibliotecario de la Biblioteca de Alejandría, quien escribió un libro titulado Sobre las maravillas de todas clases reunidas por lugares. 

### Lista de losLaterculi Alexandrini
Suele considerarse que un primer testimonio de las siete maravillas del mundo se recogía en los Laterculi Alexandrini (siglo II a. C.), pero el papiro donde se ha conservado (papiro de Berlín 13044) está en mal estado y la lista aparece incompleta, ya que solo recoge el Mausoleo, las pirámides y el templo de Artemisa.

### Lista confeccionada por Antípatro de Sidón

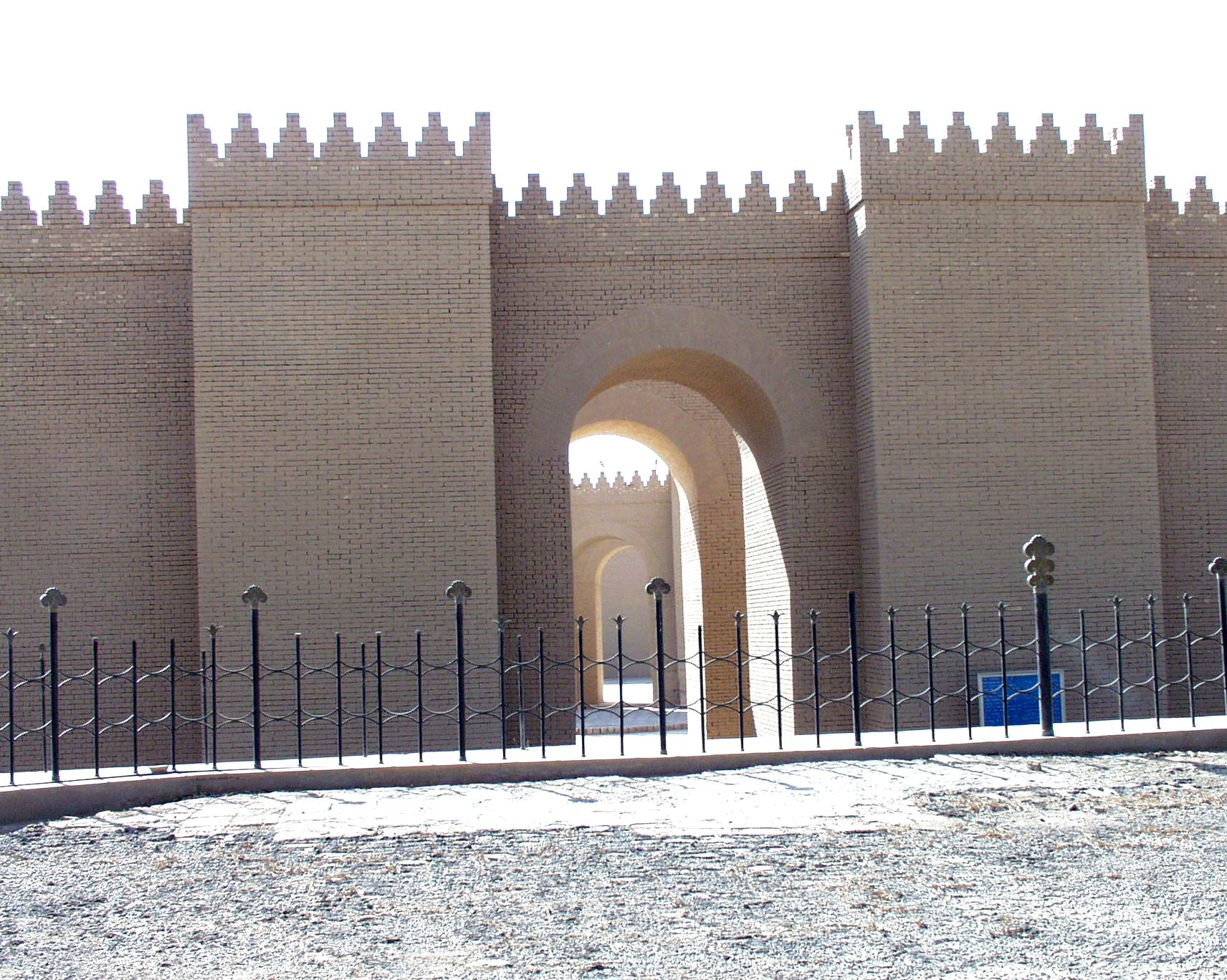
Las murallas de Babilonia, en la imagen, estuvieron en las primeras listas en vez de los Jardines Colgantes.

Charles River (2012), Lynn Curlee (2002) y también el ya mencionado Fernando Báez (2012, p. 102-103) recurren al poema redactado por Antípatro de Sidón hacia finales del siglo II a. C. en el cual ya menciona nombres. Según Báez la descripción es muy escueta, pero ya cuenta una enumeración de monumentos que sí pudo contemplar Antípatro, al menos sus ruinas. El poema reza:

He posado mis ojos sobre la muralla de la dulce Babilonia, que es una calzada para carruajes, y la estatua de Zeus junto al Alfeo, y los jardines colgantes, y el Coloso del Sol, y la enorme obra de las altas Pirámides, y la vasta tumba de Mausolo; pero cuando vi la casa de Artemisa, allí encaramada en las nubes, esos otros mármoles perdieron su brillo, y dije: aparte de desde el Olimpo, «el Sol nunca pareció jamás tan grande» después de ver mi musa.
 Antípatro, citado por Fernando Báez (2012, p. 103)

Este autor no menciona el faro de Alejandría y en su lugar incluye las murallas de Babilonia. De la misma manera, se refiere a las Pirámides en plural, no solo a la Gran Pirámide. Aquí surge un primer problema que ha causado cierta polémica hasta el siglo XX: la inclusión de los Jardines Colgantes porque este autor es uno de los pocos que lo menciona y resulta muy difícil encontrar referencias a estos monumentales jardines en las fuentes mesopotámicas y clásicas.

### Lugares nombrados en el tratadoSobre las siete maravillas(Περὶ τῶν ἑπτὰ θεαμάτων)
También se relacionan con las maravillas los lugares citados en un tratado titulado Περὶ τῶν ἑπτὰ θεαμάτων (Sobre las siete maravillas), que fue atribuido al bizantino Filón, un autor que vivió en torno al 300 a. C. Sin embargo, la opinión de la crítica se inclina porque en realidad se trata de un texto mucho más tardío, probablemente del siglo IV d. C. En esta lista figuran los mismos lugares que los citados por Antípatro, aunque la parte correspondiente al mausoleo de Halicarnaso está mutilada.

### Listas de las maravillas en tiempos de Roma y Alta Edad Media

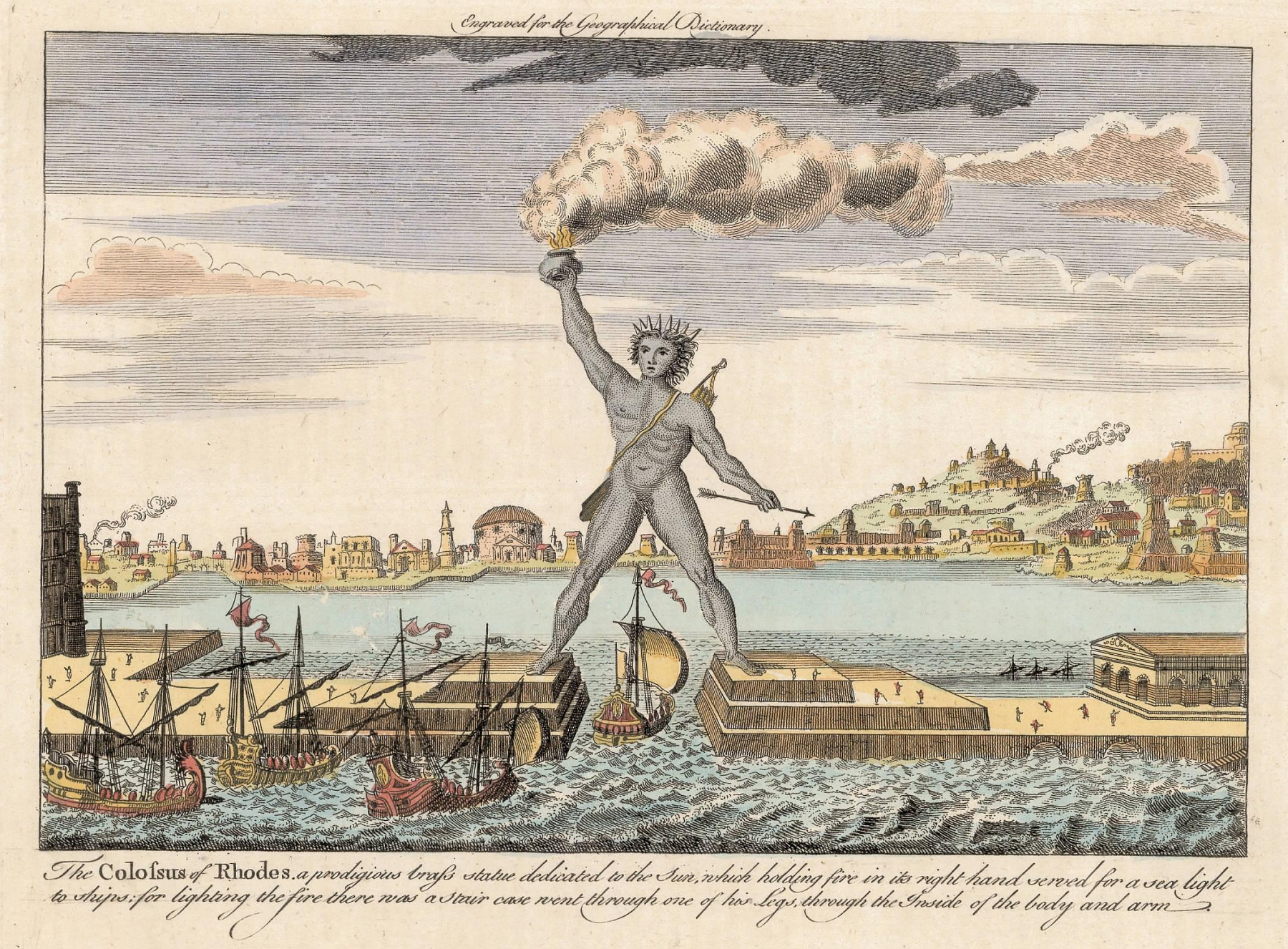
Grabado del Coloso siguiendo la idea medieval contraria a las fuentes. Es la única maravilla que figura en todas las listas.

La primera mención de una obra romana en algún listado que se tenga noticia la da Gregorio Nacianceno en su libro De septem mundi espectaculi, como recoge Báez (2012, p. 105). El de Nacianzo ponderó:

La Tebas egípcia, con sus múltiples templos; los muros de Babilonia, que protegían una codiciada ciudad; el sepulcro de Mausolo y sus ornatos arquitectónicos; el conjunto de pirámides; el coloso de Rodas; el capitolio de Roma y el monumento de Adriano.
Gregorio Nacianceno citado por Báez (2012, p. 105)

En la Alta Edad Media, Beda el Venerable escribió De septem mundi miraculis, en la cual también incluye construcciones romanas y descarta las Pirámides. Su selección fue bastante diferente de las anteriores:
- El Capitolio de Roma.
- El Faro de Alejandría.
- El Coloso de Rodas.
- La estatua ecuestre en hierro de Belerofonte.
- El Teatro de Heraclea.
- El Baño de Apolotaneo.
- El Templo de Artemisa.

Como puede apreciarse, las divergencias ente unos autores y otros eran considerables, hasta el punto de que solo la obra más breve, el Coloso de Rodas, fue la única con unanimidad a la hora de ser mencionadas, todas las demás causan baja en una u otra selección. Por otra parte tampoco existió un criterio de selección; así aparecen edificios, esculturas e incluso ciudades enteras.

### Fijación definitiva de la lista

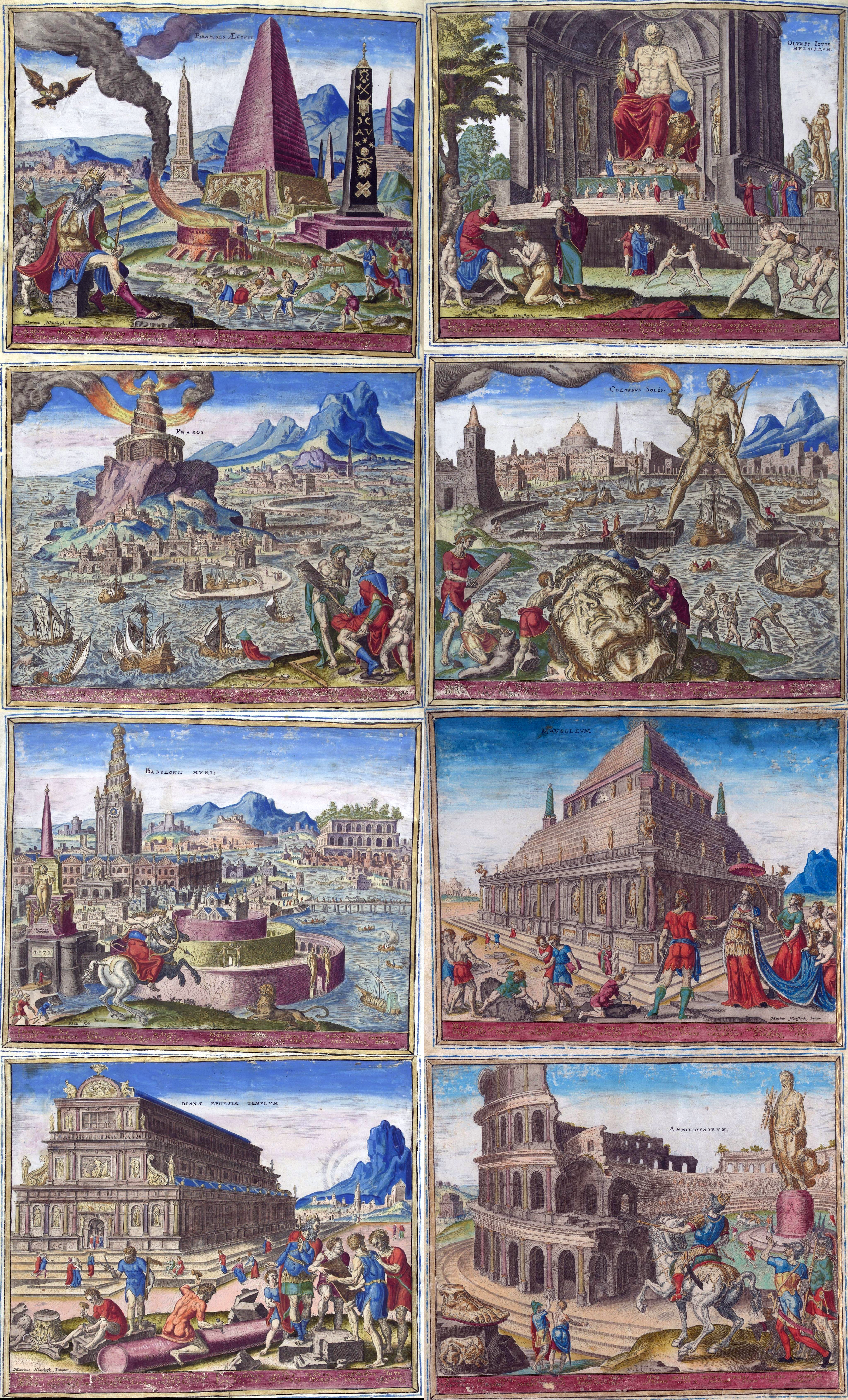
Las Siete Maravillas del Mundo Antiguo, algunas pintadas por Maerten van Heemskrerck.

Las cuatro selecciones antes citadas son recogidas por la bibliografía, pero existieron otras donde aparecía el Templo de Salomón o el Arca de Noe en lugar de otras maravillas, como por ejemplo el Faro de Alejandría.  Para Eva Tobalina la lista de referencia fue obra del autor franco altomedieval Gregorio de Tours. Según Curlee (2002, p. 1 y 2) la fijación de la lista definitiva fue posterior y vino tras aparecer una representación pictórica de las mismas. Como se ha indicado, muchas estaban desaparecidas a mediados del siglo XVI y no se conocía su apariencia. En ese siglo el pintor neerlandés Maerten van Heemskrerck realizó una serie de pinturas y dibujos sobre las maravillas del mundo antiguo. Se decantó por la Estatua de Zeus y el Faro, descartó las murallas a cambio de los Jardines Colgantes e incluyó las siempre presentes Templo de Artemisa y Coloso de Rodas, además de la Gran Pirámide. Por lo tanto, según Curlee (2002, p. 1 y 2) la elección de las obras no se debió a criterios estéticos, técnicos o religiosos; sino a las preferencias de un pintor que las dotó de una imagen, aunque bastante alejada de cómo debieron ser. Por supuesto, el artista neerlandés no contaba con los conocimientos de arqueología, historia, arquitectura y escultura posteriores, por lo que cometió numerosos errores:
- Uno de los fallos que más han desmentido historiadores y escultores es la posición del Coloso de Rodas. Tanto en lo que respecta a su postura como a la ubicación. El artista lo pintó a horcajadas frente al puerto de Rodas, algo considerado «técnicamente inalcanzable» para la tecnología de la época y la posterior, según José Pascual (2013, p. 48).
- El templo de Artemisa, por su parte, poseía dos columnatas en estilo jónico sobre las que descansaba la techumbre, en lugar de los dos cuerpos con los que fue pintado.[2]
- El Faro no sigue las descripciones aportadas por más de diez fuentes árabes medievales que lo vieron en funcionamiento, según el arquitecto Paolo Vitti (2007, p. 65-68). Estas fuentes indican que la construcción poseía tres cuerpos bajo la linterna, donde se hallaba el fuego y el espejo para intensificar la luz.
- La Gran Pirámide aparece más estilizada que la levantada en la planicie de Guiza y sin recubrimiento de alabastro, como lo estuvo hasta la destrucción de El Cairo, informa Pablo de Jevenois (2006, p. 95).
- La estatua de Zeus podría ser similar a la representada, no así el templo. Las excavaciones en Olimpia han demostrado que contaba con una piscina delantera, llena de agua, en la que se reflejaba la obra de Fidias, aumentando más aún su magnificencia.[5]
- El más parecido a los datos disponibles era el Mausoleo.

## Helenocentrismo y ausencias

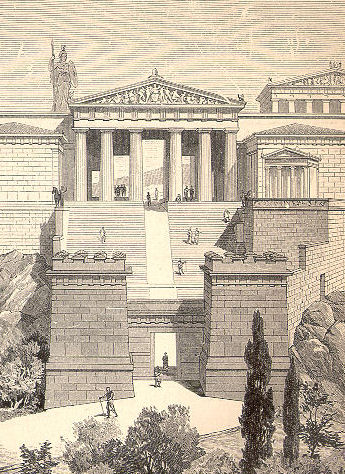
La Acrópolis ateniense no fue incluida en ninguna lista.

Roland Gööck (1968) ha indicado que ya en la primera referencia de Filón de Bizancio aparecen únicamente obras humanas que los griegos pudieran admirar, no se recoge ninguna maravilla natural ni ninguna ruina, por majestuosa que esta fuera. En parte es por eso que se habla de una octava maravilla del mundo: la Torre de Babel, el zigurat de Babilonia; pero este edificio ya estaba en ruinas cuando llegaron los soldados de Alejandro Magno y las listas de los dos griegos fueron elaboradas siglos después, según Gööck (1968).
Autores como los citados Erin Ash Sullivan (2011, p. 4) y Woods y Woods (2009, p. 4) indican una tendencia de los griegos a nombrar construcciones de su mundo. La primera incluso afirma que no viajaron mucho y, por ese motivo, no aparece la Gran Muralla China o Stonehenge. Sin embargo, como apunta Yolanda Fernández Lommen (2001, p. 269), cuando Filón de Bizancio escribió De septem orbis miraculis los chinos estaban iniciando la construcción de la Gran Muralla, en el mejor de los casos. Respecto a la inclusión del conjunto megalítico inglés, las actuales islas británicas eran una tierra muy poco conocida por los helenos, incluso para los romanos constituían «la última frontera» y fueron conquistadas después de que cayeran otros lugares mucho más alejados de Roma, por tanto se tenían muy pocas noticias de su interior.
Pero la idea de ser una lista helenofílica tiene detractores.Gööck (1968) puntualiza que solo una de las maravillas estaba en la Hélade continental, la estatua de Zeus en Olimpia. Ciertamente el Coloso, el templo de Artemisa y el Faro son muestras del Helenismo, no así la tumba de Mausolo, más deudora de la cultura  persa aqueménida que griega. Sin reminiscencia helenas de ningún tipo son las otras dos construcciones. La Gran Pirámide pertenece al Imperio Antiguo y requería ir hasta Egipto para verla. Algo más próximos en el tiempo, pero mucho más separada en el espacio estaban los Jardines, levantados por el Imperio babilónico en un lugar, el río Éufrates, que demandaba un viaje de meses desde cualquier punto de Grecia. Como segundo argumento en contra del posible sesgo heleno Gööck (1968) formula una pregunta retórica ¿cómo es posible que no esté incluida la Acrópolis de Atenas?, un conjunto admirado ya por los griegos y los romanos mucho antes de colocarse una sola piedra del Faro o una pieza del Coloso.

## Las evidencias arqueológicas

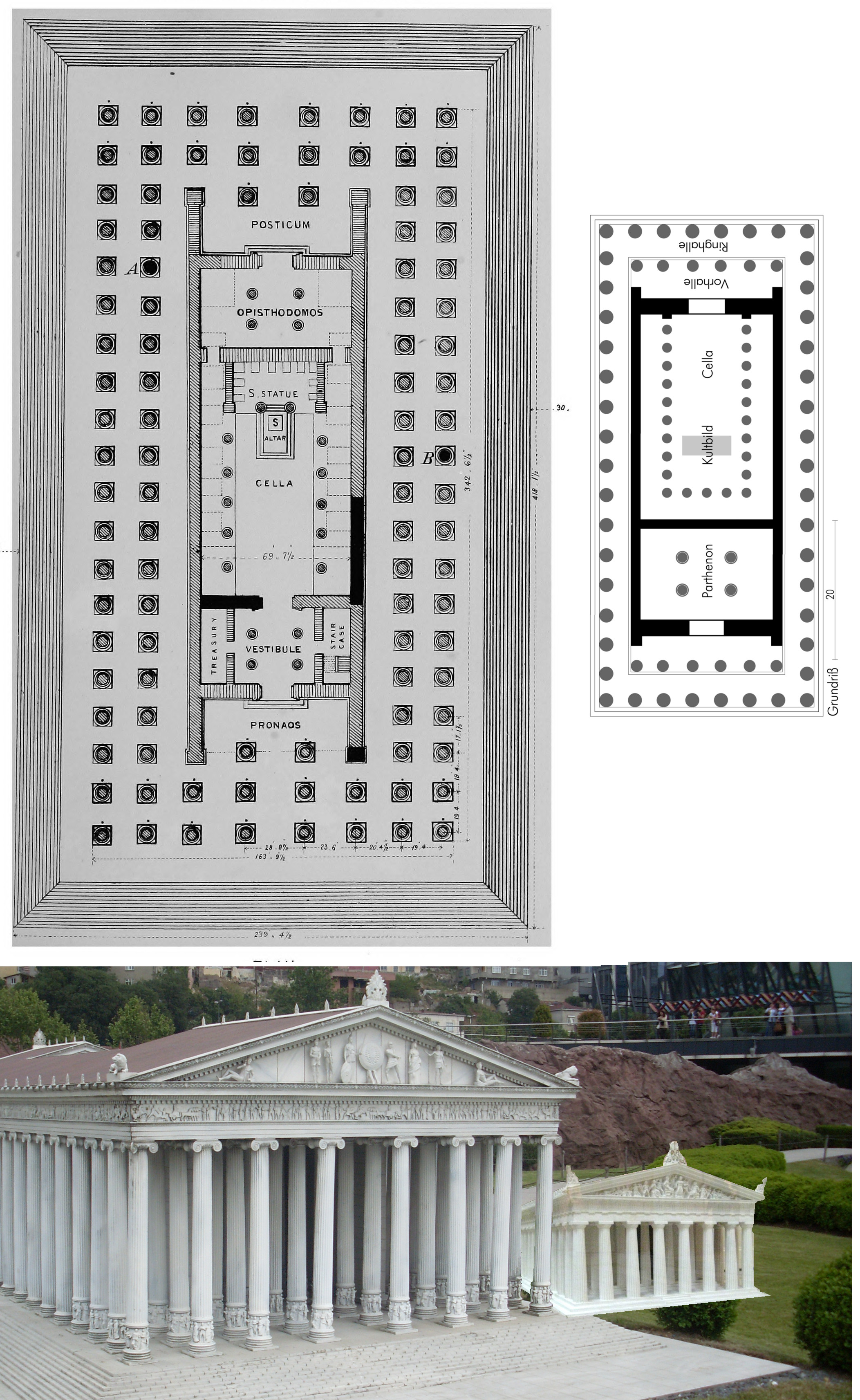
Comparación aproximada del Partenón de Atenas con el Templo de Artemisa en Éfeso (este último es el de la izquierda, en la imagen).

Siguiendo un orden decreciente, de las que cuentan con menos vestigios a las que más, estos son las evidencias que se tienen de las siete obras:
La maravilla más desconocida de todas es el Coloso de Rodas. Se poseen descripciones de la estatua y de su tamaño en comparación con los seres humanos, pero no han llegado representaciones del mismo ni de su emplazamiento. No se sabe con certeza si los rodios reconvirtieron la máquina de asedio Helépolis en una estatua, como indica Filón de Bizancio, o vendieron las piezas que no se pudieron utilizar y con lo cobrado financiaron la construcción del monumento, según Fernando Quesada Sanz (2009, p. 225). Tampoco se conoce su emplazamiento, pese a poder descartarse la bocana del puerto, se piensa más bien en algún lugar alto de Rodas, pero se sabe que sus restos fueron vendidos como chatarra décadas después de caer «sobre las casas» y no en la bocana del puerto. Por este motivo su reconstrucción ha cambiado mucho con los siglos, lo mismo que la ubicación exacta.
La existencia de los Jardines Colgantes es discutida. Beroso sí los menciona y también Diodoro Sículo, lo mismo que Estrabón y Flavio Josefo, pero en las fuentes babilónicas no aparecían, ni tampoco Heródoto aporta testimonios, aunque sí habla de las murallas o el palacio. Estas ausencias hacen dudar a Gööck (1968) y a otros autores sobre la veracidad de los testimonios dados por Diodoro. El autor apunta a una posible fantasía de los soldados grecomacedonios deslumbrados por la exuberancia del Éufrates tras haber transitado por inmensas regiones semiáridas o desérticas del Imperio persa. Sin embargo, a principios del siglo XX, el arqueólogo Robert Koldewey excavó los cimientos de una serie de terrazas con canales para el agua distantes del río Éufrates algunos cientos de metros. Según este autor, los Jardines Colgantes no serían lineales, sino en círculo, formando un jardín privado y no a la vista del público. Otros asiriólogos como Donald Wiseman han defendido las teorías de Koldewey posteriormente. Aun con todo, Stephanie Dalley (2013) encontró a principios del siglo XXI en tres tabillas llevadas al Museo Británico la descripción de un jardín aterrazado y abovedado construidos por Senaquerib en Nínive. El documento asirio aporta descripciones de grandes obras hidráulicas para subir el agua y de las plantas llevadas desde todo el imperio asirio. Para la autora británica los famosos Jardines nunca fueron construidos en Babilonia; sino en Nínive, capital de Asiria, y los griegos confundieron una ciudad con la otra. Sin embargo, es posible que los dos jardines existieran realmente y que la obra de Nabucodonosor utilizara los ingenios hidráulicos y la experiencia de Senaquerib.
De la Estatua de Zeus en Olimpia se cuenta con descripciones detalladas sobre su tamaño, postura y materiales con los que se construyó. Además se conservan los cimientos del templo donde fue levantada, pudiéndose confirmar sus dimensiones. No queda ningún resto de la misma que se sepa, sin embargo sí ha sobrevivido su representación en monedas, al contrario que la obra emplazada en Rodas. Asimismo, han llegado a nuestros días varias obras de su autor que pueden dar idea del estilo escultórico utilizado por Fidias.
Algunos vestigios más se conservan del Mausoleo de Halicarnaso, guardados en museos o reutilizados en la construcción del castillo. Pese a todo, aún son visitables parte de sus cimientos y la ubicación de la tumba del rey con la piedra que la protegía Al visitar el castillo pueden encontrarse algunas piedras intactas con inscripciones que permiten identificarlas como parte del monumento al sátrapa Mausolo.
Un destino parecido sufrieron los restos del Faro de Alejandría, reutilizados en levantar otro castillo a las afueras de la ciudad egipcia. El edificio fue la segunda maravilla que más aguantó por su sólida estructura y la gran calidad de los materiales empleados, además es una de las maravillas mejor conocidas gracias a los aportes de la numismática y los distintos relatos de griegos, romanos y árabes que llegan hasta el 1371, lo que no sucede con el Coloso, los Jardines Colgantes ni la Estatua de Zeus. Pero no es de la que más restos se conservan, empezando porque no se conoce si su emplazamiento está bajo el mar o lo ocupa el castillo construido posteriormente.
Sobre el Templo de Artemisa se conocía su diseño con bastante exactitud gracias a la descripción dada por Plinio el Viejo. Además aparece mencionado en muchos manuscritos distintos y muy cercanos en el tiempo. No en vano en el Templo el apóstol Pablo comenzó su predicación al «Dios desconocido». También fue en sus escaleras donde los sicarios de Cleopatra VII asesinaron a su hermana. Sin embargo, las dimensiones descritas por Plinio el Viejo junto con otros autores, no fueron creídas durante mucho tiempo: ¿cómo iba a existir un templo cuatro veces más grande y casi el doble de alto que el Partenón de Atenas?, preguntaba Gööck (1968). Pese a ello, los hallazgos arqueológicos y no pocos restos dejan lugar a pocas dudas. Actualmente los cimientos están cubiertos por el pantano, pero se conservan algunas columnas en su emplazamiento inicial y otras esparcidas por los alrededores.
La mejor conservada es, sin duda, la Gran Pirámide. Pese a ello ahora mide 15 metros menos de lo que alcanzó cuando fue terminada, pues ha sufrido a lo largo de los siglos la sustracción de su revestimiento de piedra caliza blanca extraída en Tura. También los árabes practicaron en ella destrozos para llegar a los túneles interiores, pero la mayor parte de su estructura se conserva junto a posibles estancias aún por conocer.

## El final de las Siete Maravillas

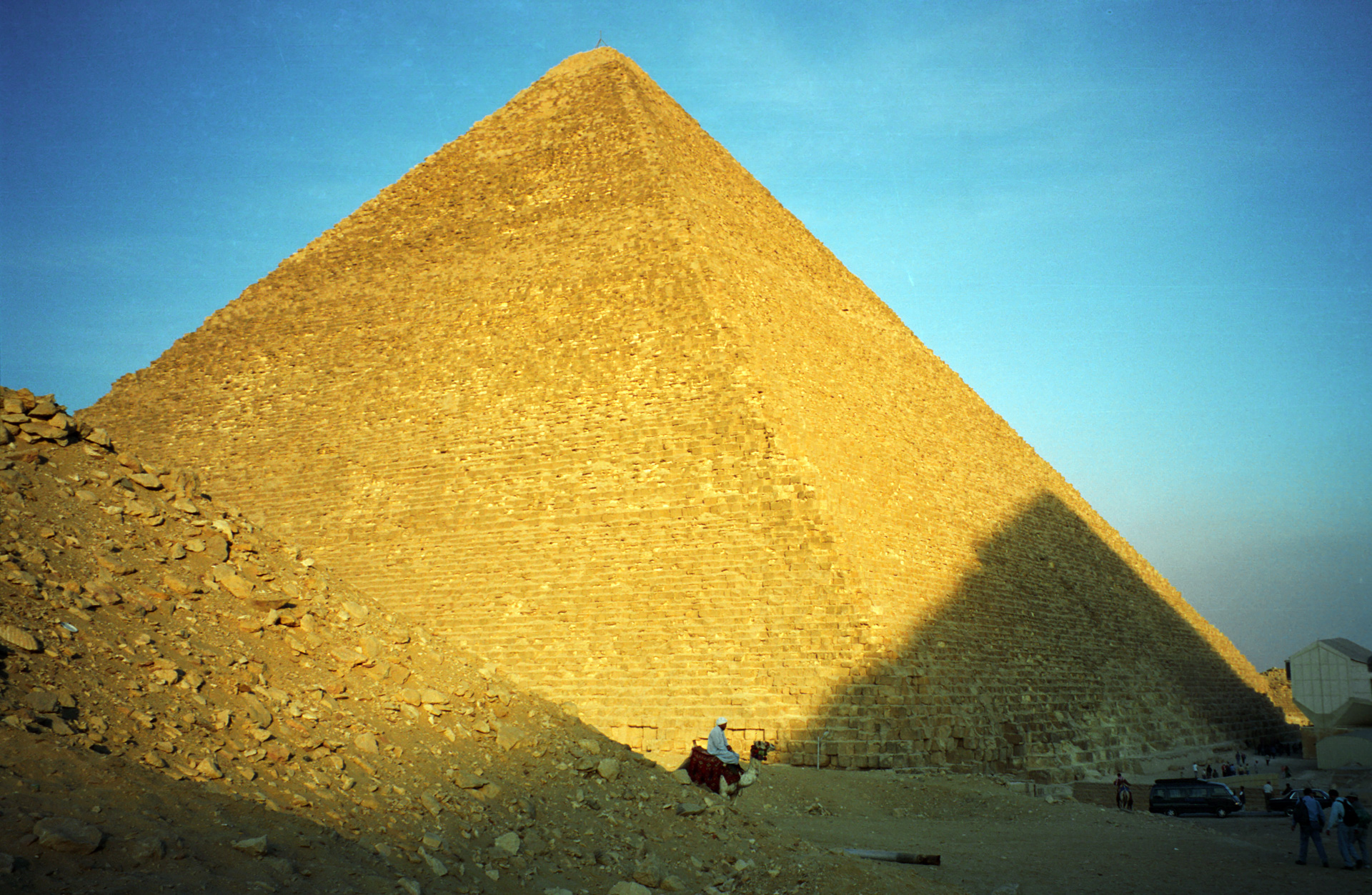
La Gran Pirámide ya no brilla cuando refleja el Sol al haber perdido su recubrimiento de caliza blanca pulida además de 15 metros de altura.

En la actualidad, la única de las siete maravillas que sigue en pie es la Gran Pirámide de Guiza, las otras seis han desaparecido de la faz de la Tierra.
De todas estas obras solo tres fueron destruidas por causas naturales: el Faro de Alejandría, el Coloso y el Mausoleo, todas ellas por terremotos. El Artemision de Éfeso lo fue por vandalismo humano, y debemos suponer que las otras dos también. Los Jardines Colgantes de Babilonia fueron reducidos a ruinas junto con la ciudad, y la Estatua de Zeus en Olimpia fue destruida para evitar el culto pagano después de que el Imperio Romano se convirtiera al cristianismo. Incluso la Gran Pirámide ha perdido gran parte de su lustre, pese a seguir siendo el edificio más grande construido en piedra. Pero en el fondo la mayoría desaparecieron por no seguir teniendo una misión que cumplir, ya sea esta religiosa o de otra índole, sobre todo tras la llegada de nuevos credos como el cristianismo o el islam.
- El Coloso de Rodas: tras ser derribado por un terremoto cuarenta años después de su construcción, permaneció tumbado y admirado durante décadas. El fin de la monumental estatua presenta discrepancias. Teófanes el Confesor afirmó que los musulmanes la vendieron a un mercader de origen judío en el 654 d. C.,  citado por River (2012),Báez (2012) fecha su final casi veinte años después, en el 672 d. C. Pero es posible que la historia de haber sido vendida a un judío, concluye River, fuese una cierta analogía con el fin del mundo y que realmente hubieran sido los Caballeros de San Juan quienes reutilizaran el bronce para otros fines.
- Los Jardines Colgantes de Babilonia se supone que fueron destruidos hasta sus cimientos por los persas, si las excavaciones llevadas a cabo por Donald Wiseman y otros asiriólogos realmente han localizado el regalo de Nabucodonosor II a su esposa Amitis.[5] Pero también es posible que nunca existieran.
- Sobre la Estatua de Zeus en Olimpia,River (2012) recoge la declaración de Jorge Cedreno según la cual la obra de Fidias fue trasladada a Bizancio o Constantinopla y quedó calcinada en el gran incendio que asoló la ciudad en el 475 d. C.; pero, continúa el autor, cabe la posibilidad de que no se moviera de Olimpia y quedase destruida en el incendio del 425 d. C.
- El Mausoleo de Halicarnaso fue totalmente desmantelado por los Caballeros de la Orden de San Juan para levantar una defensa eficaz contra los turcos.[2]
- Algo similar le sucedió al Faro de Alejandría. Pese a ser la más longeva de las maravillas desaparecidas debido a su funcionalidad, según Vitti (2007, p. 66 y 67), cuando finalmente quedó destruido por los terremotos, el sultán mameluco Qaitbey construyó un castillo sobre sus ruinas y/o con sus restos, ante la falta de fondos para sucesivas reconstrucciones.
- El Templo de Artemisa fue pasto de las llamas por dos veces, pero pudo haber sido reconstruido una tercera vez. Si no lo fue se debió en buena medida a que carecía una función que cumplir con la llegada del cristianismo, cosa que no le pasó a otros edificios como el Partenón de Atenas.
- Gracias a sus dimensiones y millones de bloques de piedra caliza,[1] la Gran Pirámide ha resistido mejor que ninguna otra el paso del tiempo, por lo tanto no se puede hablar de su fin, sino de su estado actual.

## Legado
Desde el siglo XIX se han confeccionado diversas listas de maravillas, incluyendo entre otras: Stonehenge, el Coliseo de Roma, las Catacumbas de Kom el Shogafa, la Gran Muralla China, la Torre de Porcelana de Nankín, Santa Sofía de Constantinopla y la Torre Inclinada de Pisa.Albaigès (1996, p. 372.)
Del mismo modo han aparecido varias más sobre las Nuevas siete maravillas del mundo moderno o maravillas naturales. En la cultura popular aún está presente la idea de siete maravillas, en los videojuegos de la serie Civilization se pueden construir siete maravillas por época, como el Taller de Leonardo da Vinci, la embajada de Marco Polo o la Estatua de la Libertad.